# ناثان إتش. جوران
ناثان إتش. جوران (بالإنجليزية: Nathan H. Juran) (و. 1907 – 2002 م) هو مخرج أفلام، وكاتب سيناريو، ومصمم إنتاج، ورسام أمريكي، توفي عن عمر يناهز 95 عاماً.

## التعليم
تعلم في جامعة منيسوتا، ومعهد ماساتشوستس للتكنولوجيا.

## الخدمة العسكرية
خدم في بحرية الولايات المتحدة.

## جوائز وترشيحات
حصل على جوائز منها:
- جائزة الأوسكار لأفضل إخراج فني، أبيض وأسود، عن عمل: كم كان واديي مخضرا.

ترشح لـ:
- جائزة الأوسكار لأفضل إخراج فني، أبيض وأسود، عن عمل: كم كان واديي مخضرا
- جائزة الأوسكار لأفضل إخراج فني، أبيض وأسود، عن عمل: حد الشفرة.

## وصلات خارجية
- ناثان إتش. جوران على موقع IMDb (الإنجليزية)
- ناثان إتش. جوران على موقع الموسوعة البريطانية (الإنجليزية)
- ناثان إتش. جوران على موقع ألو سيني (الفرنسية)
- ناثان إتش. جوران على موقع أول موفي (الإنجليزية)
- ناثان إتش. جوران على موقع قاعدة بيانات الأفلام السويدية (السويدية)
- ناثان إتش. جوران على موقع إن إن دي بي (الإنجليزية)
- ناثان إتش. جوران على موقع قاعدة بيانات الفيلم (الإنجليزية)
- ناثان إتش. جوران على موقع كينوبويسك (الروسية)